# Petru Dumitriu
Petru Dumitriu (Baziaș, província de Caraș-Severin, 1924 — Metz, Mosel·la, 2002) va ser un escriptor romanès en llengua francesa. Va exiliar-se del seu país el 1960 i va viure a Alemanya i a França.

## Obres
- Les Boyards (1958-60)
- Incognito (1962)
- Les initiés (1966)
- Retour à Milo (1969)
- Au Dieu inconnu (1979)
- La liberté (1983)
- Les amours singulières (1990)